# Survarío
Survarío es el vigésimo álbum de estudio oficial de la banda chilena Quilapayún, publicado en 1987.

## Lista de canciones
| N.º | Título                            | Letras                   | Música                      | Duración |  |
| 1.  | «La mano»                         | Eduardo Carrasco         | Patricio Wang               |          |  |
| 2.  | «El niño mudo»                    | Federico García Lorca    | Patricio Wang               |          |  |
| 3.  | «Free Nelson Mandela»             | Desiderio Arenas         | Desiderio Arenas            |          |  |
| 4.  | «Las mujeres de Buenos Aires»     | Eduardo Carrasco         | Patricio Wang               |          |  |
| 5.  | «Palma sola»                      | Nicolás Guillén          | Hugo Lagos                  |          |  |
| 6.  | «Los destacagados» (*)            | Rafael Alberti           | Eduardo Carrasco            |          |  |
| 7.  | «Todo tiene que ver»              | Eduardo Carrasco         | Eduardo Carrasco            |          |  |
| 8.  | «Canción de América»              | Jaime Silva              | Luis Advis                  |          |  |
| 9.  | «Amar es mar»                     | Eduardo Carrasco         | Eduardo Carrasco            |          |  |
| 10. | «Canto VII (Dialecto de pájaros)» | Vicente Huidobro         | Patricio Wang               |          |  |
| 11. | «París 1938» (*)                  |                          |                             |          |  |
| 12. | «Eleanor Rigby» (*)               | J. Lennon & P. McCartney | J. Lennon & P. McCartney ** |          |  |
| 13. | «Jatarichi» (*)                   |                          |                             |          |  |

* Estas canciones fueron lanzadas sólo en algunas versiones del disco.
** Arreglos por Quilapayún.

## Créditos
Quilapayún
- Eduardo Carrasco
- Carlos Quezada
- Willy Oddó
- Hernán Gómez
- Rodolfo Parada
- Hugo Lagos
- Guillermo García
- Ricardo Venegas
- Patricio Wang